# AO Большого Пса
AO Большого Пса (лат. AO Canis Majoris) — одиночная переменная звезда в созвездии Большого Пса на расстоянии (вычисленном из значения параллакса) приблизительно 15305 световых лет (около 4693 парсеков) от Солнца. Видимая звёздная величина звезды — от +14,1m до +12,9m.

## Характеристики
AO Большого Пса — жёлто-белая пульсирующая переменная звезда, классическая цефеида (DCEP) спектрального класса F. Эффективная температура — около 6166 К.